# 第50回世界卓球選手権団体戦
第50回世界卓球選手権団体戦（英語: 2010 World Team Table Tennis Championships）は、2010年5月23日から5月30日にかけてロシア・モスクワのオリンピック・スタジアムで開催された世界卓球選手権。2007年5月にモスクワでの開催が決定された。大会公式球には日本のバタフライが選ばれている。
男子は中国が5連覇、女子はシンガポールが中国の9連覇を阻止し初優勝した。女子準々決勝の日本対韓国戦はおよそ5時間に及ぶ熱戦となった。ドイツの呉佳多は香港戦で帖雅娜、姜華珺とランク上位の2選手を破りドイツに銅メダルをもたらした。

## 試合形式
大会には男子は111カ国・地域、女子は83カ国・地域、あわせて134カ国・地域が出場した。
本大会では世界ランク上位から24カ国・地域ごとに6チームごと4つのリーグに分かれて予選リーグが行われる。男女ともにチャンピオンディビジョン、第2ディビジョン、第3ディビジョンは各24カ国、男子の第4ディビジョンは39カ国が5チームごと8つのリーグに分けて対戦、女子の第4ディビジョンは11カ国が2つのリーグに分けて対戦した。
各国のメンバーは5人以内でシングルスのみ5セットマッチ、3セット先取、1セットにつき5ゲームで行われる。1ゲームにつき11点先取、サービスは2本交代。
原則としてA対X、B対Y、C対Z、A対Y、B対Xの組み合わせで行われる。
決勝トーナメントには各組3位までが出場する。各組の2位、3位になったチームが対戦し、準々決勝で各組1位となったチームと対戦する。各組の4位から6位チームは13位から24位決定戦に回る。

## 男子
| 予選 | 1位    | 2位          | 3位          | 4位                  | 5位          | 6位        |
| ---- | ------ | ------------ | ------------ | -------------------- | ------------ | ---------- |
| A組  | 中国   | ロシア       | ポーランド   | フランス             | ギリシャ     | イタリア   |
| B組  | 韓国   | スウェーデン | チェコ       | チャイニーズタイペイ | ウクライナ   | ルーマニア |
| C組  | ドイツ | 日本         | ハンガリー   | スペイン             | クロアチア   | デンマーク |
| D組  | 香港   | ベラルーシ   | オーストリア | ポルトガル           | シンガポール | 北朝鮮     |

| 順位 | チーム               | 出場選手 |
| ---- | -------------------- | --- |
| 1    | 中国                 | 馬龍（1位）、王皓（2位）、馬琳（4位）、張継科（5位）、許昕（7位） |
| 2    | ドイツ               | ティモ・ボル（3位）、ドミトリ・オフチャロフ（15位）、クリスティアン・ズース（24位）、バスティアン・シュテガー（25位）、パトリック・バウム（34位）                     |
| 3    | 日本                 | 水谷隼（11位）、吉田海偉（22位）、岸川聖也（30位）、松平健太（40位）、張一博（153位）                                                                                 |
| 3    | 韓国                 | 朱世赫（9位）、呉尚垠（13位）、柳承敏（17位）、徐賢徳（52位）、鄭榮植（60位）                                                                                         |
| 5    | 香港                 | 唐鵬（19位）、チェン・ユック（20位）、李静（28位）、江天一（30位）、高礼澤（32位）                                                                                    |
| 6    | ロシア               | アレクセイ・スミルノフ（33位）、フェドル・クズミン（46位）、キリル・スカチコフ（77位）、アレクサンダー・シバエフ（125位）、ミハイル・グラディシェフ（234位）          |
| 7    | ベラルーシ           | ブラディミル・サムソノフ（8位）、エフゲニー・チチェチニン（97位）、ビタリー・ネクベドビッチ（176位）、パベル・プラトノフ（260位）、アレクサンドル・クチュク（379位）  |
| 8    | ハンガリー           | ヤカブ・ヤーノシュ（81位）、フェレンツ・パジー（123位）、ダニエル・コシバ（232位）                                                                                    |
| 9    | チェコ               | ピーター・コルベル（48位）、ドミトリ・プロコプコフ（54位）、トマス・トレグレル（141位）、イジー・ウラブリク、ヨーゼフ・シモンチク                                     |
| 10   | オーストリア         | ヴェルナー・シュラガー（16位）、陳衛星（21位）、ロベルト・ガルドシュ（47位）、ダニエル・ハベソーン（157位）、シュテファン・フェゲルル（228位）                        |
| 11   | スウェーデン         | イェンス・ルンクウィスト（38位）、パル・イェレル（61位）、ロベルト・スベンソン（107位）、ファビアン・オーケストレム（229位）、アンドレアス・トルンクヴィスト（296位） |
| 12   | ポーランド           | ワン・ツォンイ（67位）、ルシアン・ブラシュチック（75位）、バルトス・スッフ（92位）、ダニエル・ゴラク（148位）、パトリック・チョイノフスキ（291位）                    |
| 13   | 北朝鮮               | ジャン・ソンマン（63位）、キム・ヒョクボン（83位）、イ・チョルグク（117位）、キム・ナムチョル（180位）                                                                |
| 14   | ポルトガル           | ジョアン・モンテイロ（43位）、ティアゴ・アポローニャ（62位）、マルコス・フレイタス（90位）、エニオ・メンデス（275位）                                                 |
| 15   | スペイン             | カルロス・マチャド（84位）、アルフレード・カルネロス（165位）、マルク・デュラン（200位）、ヘスス・カンテロ（283位）                                                   |
| 16   | シンガポール         | ガオ・ニン（26位）、ヤン・ツー（54位）、祭暁黎（172位）、パン・シュエジエ（494位）                                                                                    |
| 17   | チャイニーズタイペイ | 荘智淵（18位）、呉志祺（120位）、黄聖盛（161位）、陳建安（208位）、周東ユ（222位）                                                                                    |
| 18   | クロアチア           | アンドレイ・ガチーナ（54位）、ロコ・トシッチ（100位）、イバン・ジュバシッチ（239位）、トミスラフ・コラレク（300位）                                                   |
| 19   | フランス             | クリストフ・レグー（64位）、アドリアン・マテネ（87位）、エマニュエル・ルベッソン（131位）、アブデル＝カデル・サリフ（215位）                                          |
| 20   | ギリシャ             | パナギオティス・ギオニス（45位）、コンスタンティノス・パパイエオリウー（185位）、アナタシオス・リニオティス（358位）、ディミトリオス・パパディミトリオウ（384位）     |
| 21   | ウクライナ           | ヤロスラフ・ツムデンコ（140位）、オレクサンドル・ディドゥフ（142位）・コウ・レイ（191位）、エフエン・プリスチェバ（304位）                                            |
| 22   | ルーマニア           | アドリアン・クリシャン（49位）、コンスタンティン・チオティ（91位）、アンドレイ・フィリモン（105位）、オビディウ・イオネスク（185位）                                  |
| 23   | デンマーク           | マイケル・メイス（10位）、アラン・ベンツェン（80位）、フィン・ツグウェル（94位）、クリスティアン・コングスガード（212位）、モーテン・ラスムッセン（307位）            |
| 24   | イタリア             | ミハイ・ボボチーカ（76位）、ステファノ・トマージ（231位）、ニアゴル・ストヤノフ（277位）、マルコ・レッシュ・ダルドゾ（529位）                                         |

## 女子

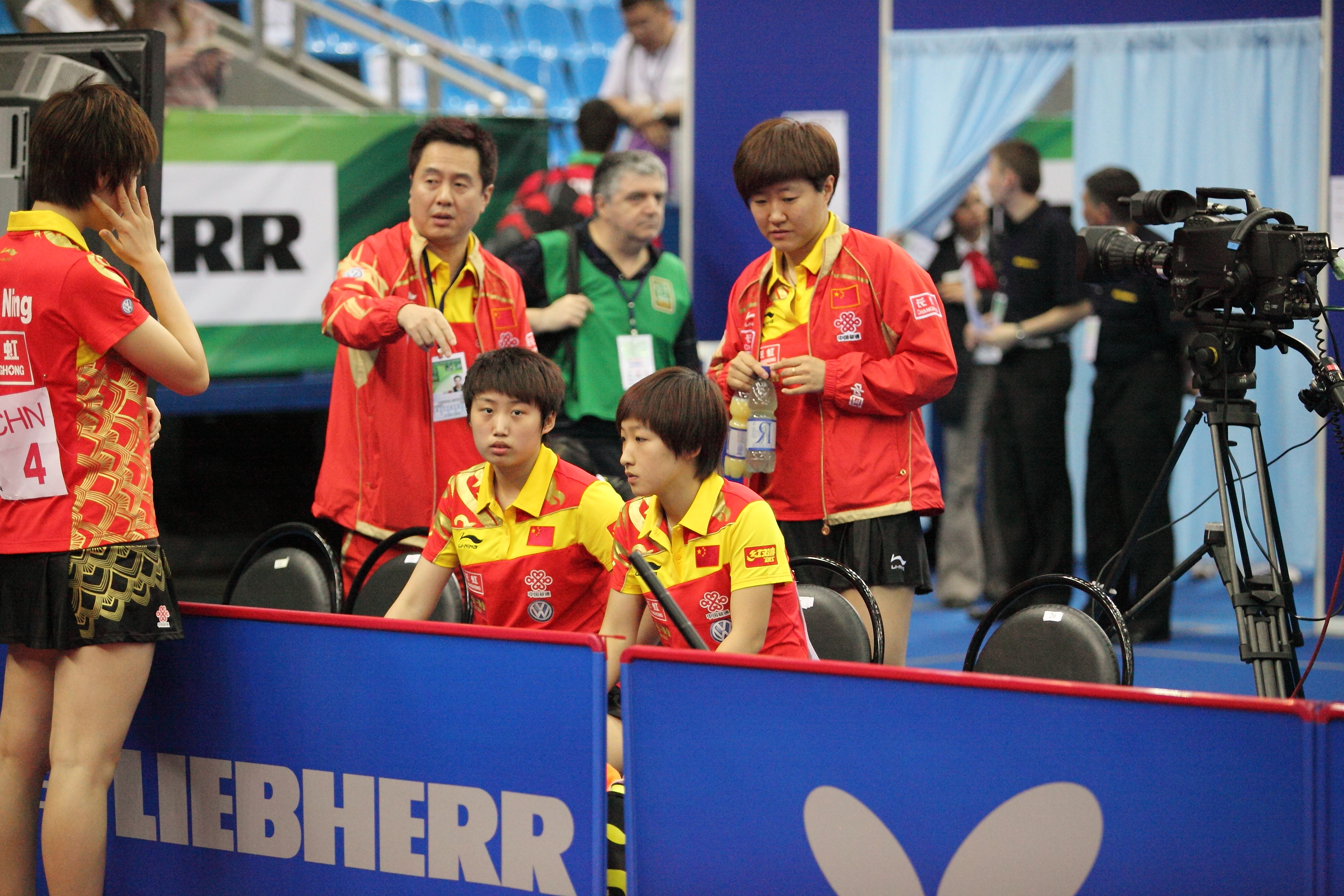
中国女子チーム

| 予選 | 1位          | 2位                  | 3位        | 4位        | 5位          | 6位            |
| ---- | ------------ | -------------------- | ---------- | ---------- | ------------ | -------------- |
| A組  | 中国         | ポーランド           | クロアチア | イタリア   | イングランド | オーストリア   |
| B組  | シンガポール | ドイツ               | オランダ   | スペイン   | チェコ       | アメリカ合衆国 |
| C組  | 香港         | 韓国                 | ハンガリー | 北朝鮮     | ウクライナ   | フランス       |
| D組  | 日本         | チャイニーズタイペイ | ルーマニア | ベラルーシ | ロシア       | スロバキア     |

| 順位 | チーム               | 出場選手 |
| ---- | -------------------- | --- |
| 1    | シンガポール         | 馮天薇（2位）、于夢雨（10位）、王越古（13位）、スン・ベイベイ（17位）、リ・ジャウェイ（33位）                                                   |
| 2    | 中国                 | 劉詩雯（1位）、郭焱（3位）、郭躍（5位）、丁寧（4位）、李暁霞（7位）                                                                             |
| 3    | 日本                 | 福原愛（8位）、平野早矢香（14位）、石川佳純（29位）、藤井寛子（60位）、藤沼亜衣（74位）                                                         |
| 3    | ドイツ               | 呉佳多（22位）、クリスティン・シルベライセン（48位）、エルケ・シャール（50位）、サビーネ・ヴィンター（101位）                                   |
| 5    | 韓国                 | キム・キョンア（6位）、朴美英（11位）、唐汭序（16位）、石賀浄（28位）、文炫晶（88位）                                                           |
| 6    | 香港                 | 姜華珺（9位）、帖雅娜（21位）、柳絮飛（46位）、張瑞（66位）、于國詩（126位）                                                                    |
| 7    | ハンガリー           | クリスティナ・トート（27位）、ペトラ・ロバス（67位）、ゲオルギナ・ポータ（72位）、サンドラ・ペルゲル（181位）                                   |
| 8    | オランダ             | リ・ジャオ（25位）、リ・ジェ（32位）、エレナ・チミナ（95位）、リンダ・クレーメルス（182位）、カーラ・ノウウェン（238位）                        |
| 9    | チャイニーズタイペイ | 黄怡樺（31位）、鄭怡静（61位）、熊乃儀（155位）、許慧純（160位）、陳思羽（277位）                                                               |
| 10   | ポーランド           | リー・チェン（23位）、ナタリア・パルティカ（48位）、シュイ・ジェ（69位）、カタジナ・グルジボウスカ（161位）、アガタ・パストル（299位）          |
| 11   | クロアチア           | タマラ・ボロシュ（52位）、コルネリア・バイダ（89位）、アンドレア・バクラ（143位）、ミレラ・ドゥラク（299位）                                    |
| 12   | ルーマニア           | ダニエラ・ドデアン（19位）、エリザベータ・サマラ（26位）、ベルナデッテ・スッチ（112位）、カメリア・ポストアカ（117位）                          |
| 13   | 北朝鮮               | キム・ジョン（56位）、ハン・ヘソン（112位）、ヒョン・リョンヒ（119位）、キム・ヘソン（122位）                                                   |
| 14   | ロシア               | アンナ・ティホミロワ（101位）、ヤナ・ノスコワ（161位）、アナスタシワ・ボロノワ（172位）、ポリナ・ミハイロワ（178位）、オルガ・バラノワ（309位） |
| 15   | スペイン             | 朱芳（51位）、ガリア・ドボラク（82位）、サラ・ラミレス（85位）、ション・イェンフェイ（1000位以下）                                              |
| 16   | アメリカ合衆国       | 高軍（39位）、アリエル・シン（232位）、ナタリー・スン（411位）、チャン・リリー（452位）、エリカ・ウー（564位）                                  |
| 17   | ウクライナ           | マルガリタ・ペソツカ（45位）、テチャーナ・ソロチンスカ（94位）、ガンナ・ガポノワ（225位）、イリナ・モツィク（1000位以下）                       |
| 18   | ベラルーシ           | ビクトリア・パブロビッチ（34位）、ベロニカ・パブロビッチ（58位）、アリョーナ・ドゥブコワ（211位）、アレクサンドラ・プリバロワ（220位）          |
| 19   | イタリア             | ニコレータ・ステファノバ（57位）、ウェンリン・タン・モンファルディーニ（76位）、デボラ・ヴィヴァレッリ（514位）                                 |
| 20   | スロバキア           | バーボラ・バラージョバ（137位）、ビエラ・マルチェコバ（1000位以内）                                                                             |
| 21   | イングランド         | ジョアンナ・パーカー（145位）、ケリー・シブリー（164位）、ハナ・ヒックス（492位）、カリナ・ルフェーブル（509位）                                |
| 22   | チェコ               | イベタ・バチェノフスカ（50位）、ダナ・ハダチョバ（166位）、カテリナ・ペンカボバ（189位）、マルティナ・スミスチコバ（202位）                     |
| 23   | フランス             | キャロル・グルンディッシュ（103位）、オーロール・ドゥサン（164位）、オードリー・マテネ（200位）                                                 |
| 24   | オーストリア         | 李チャン冰（47位）、マルティナ・ペッツナー（353位）、サラ・カインツ（1000位以下）                                                               |

ランキングは2010年5月のもの

## 日本選手団
2010年1月22日に日本卓球協会から男女各5人ずつの選手が発表された。
- 男子 水谷隼（11位）, 吉田海偉（21位）, 岸川聖也（31位）, 松平健太（33位）, 張一博（154位）, 監督：宮崎義仁
- 女子 福原愛（9位）, 平野早矢香（15位）, 石川佳純（26位）, 藤沼亜衣（72位）, 藤井寛子（62位）, 監督：村上恭和

ランキングは2010年4月のもの

## 国際卓球連盟の会議
大会にあわせて開催された国際卓球連盟のオリンピック委員会でロンドンオリンピックのシングルス出場枠は各国2名までとなった。

## 日本での放送
テレビ東京とTXN系列局で放送。キャスターに石原良純、会場のリポート・インタビュアーに大橋未歩、解説に近藤欽司、松下浩二、岸田聡子、実況に植草朋樹、斉藤一也、中川聡、東京スタジオからは相内優香、秋元玲奈が出演。またAKB48の『Dance with me』が番組テーマ曲として使用された。

### ピンポン7
世界卓球をPRするため、番組にかかわる大橋、相内、秋元の3人に松丸友紀、須黒清華、前田海嘉、繁田美貴を加えたテレビ東京の女性アナウンサー7人によって結成された。

### AKB48卓球部
2009年の個人戦同様、メンバーはAKB48からのメンバーから構成。高橋みなみ、大島優子、柏木由紀、渡辺麻友、峯岸みなみ、宮澤佐江、宮崎美穂、指原莉乃、石田晴香、仲川遥香の10名。テレビ東京の番組テーマソング『僕のYELL 世界卓球ver.』も担当した。